# Sint-Johanneskerk (Herford)
De Sint-Johanneskerk (Duits: St. Johannis) is een luthers kerkgebouw in Herford. Sinds 1414 tot de secularisatie in 1802 was het een collegiale kerk van het stift Sint-Johannes-en-Dynonisius. Samen met de munsterkerk en de Jacobikerk behoort de Johanneskerk tot de kerkelijke gemeente Herford-Mitte. De kerk moet niet worden verward met de eveneens in Herford staande rooms-katholieke Sint-Johannes Baptistkerk.

## Geschiedenis
Vermoedelijk werd door het stift Herford vanaf 1240 begonnen met de bouw van een nieuwe kerk op de plaats van een oudere begraafplaats en een kapel. Korte tijd later werd de kerk bestemd tot de parochiekerk van het nieuwe stadsdeel Neustadt. In het jaar 1414 werd in opdracht van paus Johannes XXII het Dionysiusstift van Enger wegens dreigend gevaar verplaatst naar het versterkte Herford, vanaf dat moment werd de Johanneskerk de stiftskerk en het patrocinium uitgebreid met sint-Dionysius
In de stiftskerk werd een koorhek tussen de ruimte voor de kanunniken en de leken opgericht en er werden voor de vele priesters zijaltaren geplaatst. Ook werd de toren verhoogd, zodat het de hoogste toren van Herford werd.
Tijdens de reformatie werden talrijke voorwerpen van het stift en de kerk als gevolg van de beeldenstorm in Herford van 1532 vernietigd. Het stift zelf bleef echter als protestants instituut verder bestaan. In de 18e eeuw hadden de koning van Pruisen, de keurvorst van de Palts en het kapittel afwisselend het recht om nieuwe kanunniken te benoemen.
De kerk staat sinds 1981 onder monumentenzorg.

## Architectuur
De Johanneskerk werd in meerdere bouwfasen van 1250 tot 1370 in de stijl van de gotiek gebouwd. In de 19e eeuw werd de kerk steeds bouwvalliger. Deze bouwvalligheid was een gevolg van de aanleg van de stedelijke riolering, hetgeen tot een snelle daling van het grondwaterpeil had geleid. De Johanneskerk was, net als alle andere historische gebouwen in Herford, op eiken palen gefundeerd. Door de daling van het grondwaterpeil begonnen de palen te rotten en de stabiliteit te verliezen. In het begin van de 19e eeuw kondigde de ramp zich al aan: een steunbeer begon zodanig naar buiten te verzakken, dat het versterkt moest worden. Bij een meting in 1885 helde de toren al 2,20 uit het lood. Er zat dus niks anders op om de toren tot op de fundamenten te slopen. Bij de herbouw van de toren tussen 1906-1910 werd het oude materiaal hergebruikt en in de oude vorm gereconstrueerd, maar de toren kreeg één verdieping minder als de voorganger. De nog altijd hoogste toren van Herford is tegenwoordig 7 meter lager en meet nu 71 meter.
De glasvensters van de kerk behoren tot de oudste van Westfalen. Ze dateren deels nog uit de 14e en 15e eeuw en werden door het verstandige optreden van de toenmalige predikant Helmut Gaffron in mei 1940 voor verwoesting gered. De niet-geborgen, minder oude vensters werden door de bominslagen in de buurt van de kerk in 1944 wel verwoest.

## Interieur
De waardevolle inrichting van de kerk dateert uit de 16e en 17e eeuw. Het 16e-eeuwse altaar bevat een schilderij van het Laatste Avondmaal. Naast Jezus en Zijn discipelen is er nog een persoon afgebeeld die de wijn inschenkt. Vermoedelijk betreft het de schenker van het altaarschilderij. Aan de zuidelijke muur van het koor staat een levietengestoelte uit circa 1500. Tegenover het levietengestoelte staan de resten van het koorgestoelte uit het jaar 1565.
De lezenaar is een kopie uit 1909 van een origineel uit de tijd voor 1300. Het origineel werd in 1878 verkocht aan het Berlijnse Kunstgewerbemuseum. Tegelijkertijd werd toen ook de hele kerkschat, die de koorheren in 1414 uit Dyonisiusstift van Enger hadden meegenomen, overgedragen aan Berlijn. Het rijk versierde doopvont stamt uit 1584. In de sacristie staat een gotische kast, waarin meer dan 450 jaar lang de kerkschat van het Dyonisiusstift werd bewaard. De kansel dateert uit het jaar 1602 en werd door de burgemeester Daniel Pöppelmann geschonken. De burgemeester wenste voor zijn kerk een even mooie kansel als de eerder door burgemeester Anton Brutslacht (een voorvader van de architect Matthäus Daniel Pöppelmann die de Zwinger in Dresden bouwde) geschonken kansel in de Sint-Jacobikerk. De inbouw van de 17e-eeuwse galerijen werden mogelijk gemaakt dankzij de gilden en bezitten fraai houtsnijwerk en beschilderde panelen.

## Orgel
Het orgel werd in 1955 door de orgelbouwer Steinmann gebouwd. Het sleeplade-instrument heeft 26 registers verdeeld over twee manualen en pedaal. De tracturen zijn mechanisch.

## Klokken
In de toren hangen vijf klokken. De kleinste is voor de kwartierslag. De overige vier klokken zijn luidklokken. Alle vier de klokken luiden slechts tijdens bijzondere gelegenheden. Op 24 december (Heiligabend) en Pinksterzondag worden alle klokken van de stad Herford om 12:00 gedurende 20 minuten geluid.
| Nr. | Functie             | Gietjaar | Gieter                            | Doorsnee (mm) | Gewicht (kg) | Slagtoon (HT)-1/16 |
| 1   | Gebedsklok          | 1646     | François & Petrus Hemony          | 1.504         | 2.200        |                    |
| 2   | Brandklok (uurklok) | 1639     | François & Petrus Hemony          | 1.344         | 1.550        | d1 +2              |
| 3   | Predikingklok       | 1639     | François & Petrus Hemony          | 1.190         | 1.000        | e1 ±0              |
| 4   | Catharinaklok       | 1496     | onbekend (Van Wou-school)         | 980           |              |                    |
| I   | Kwartierklok        |          | Klokken- en Kunstgieterij Rincker |               |              |                    |

## Afbeeldingen

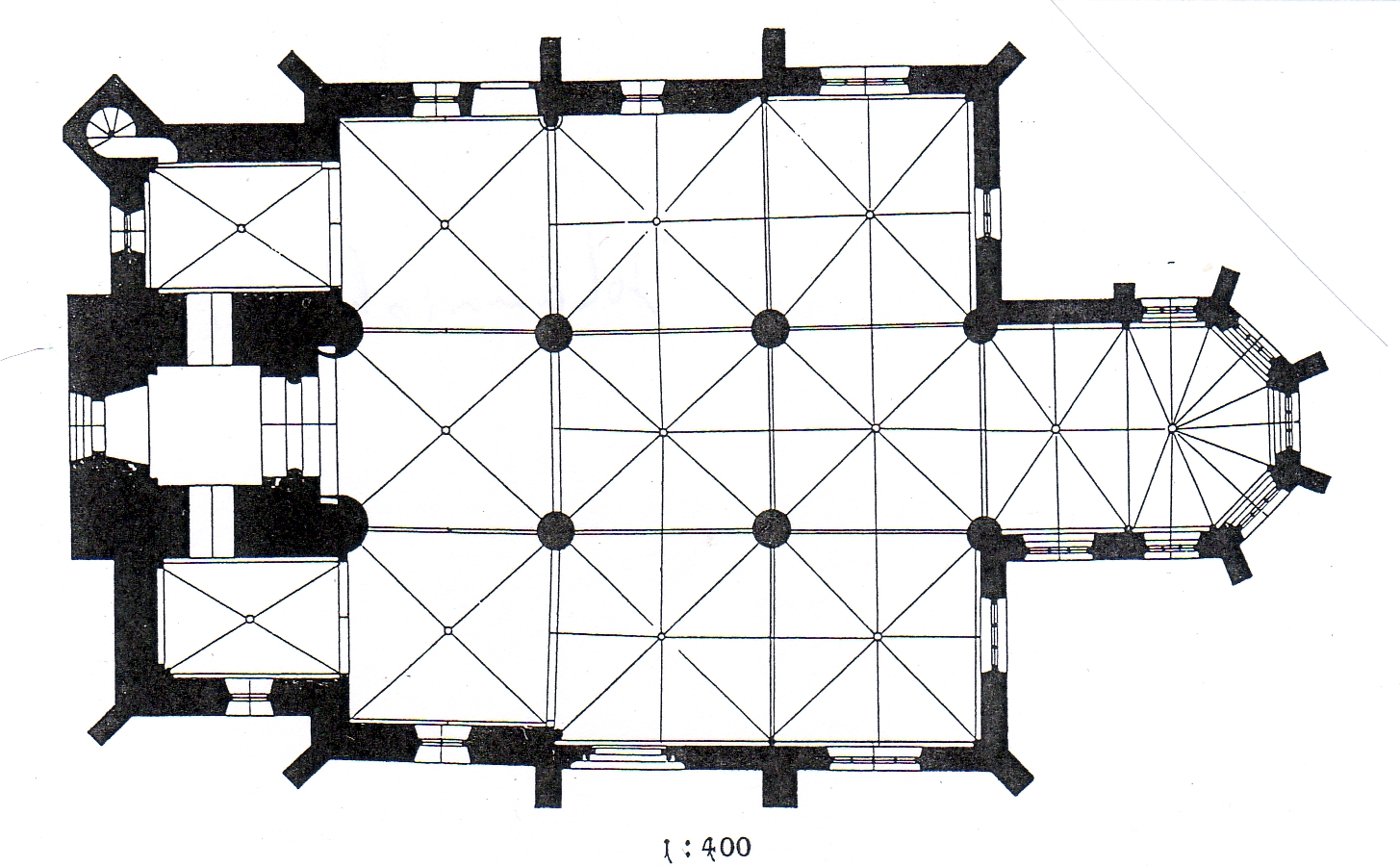
Plattegrond
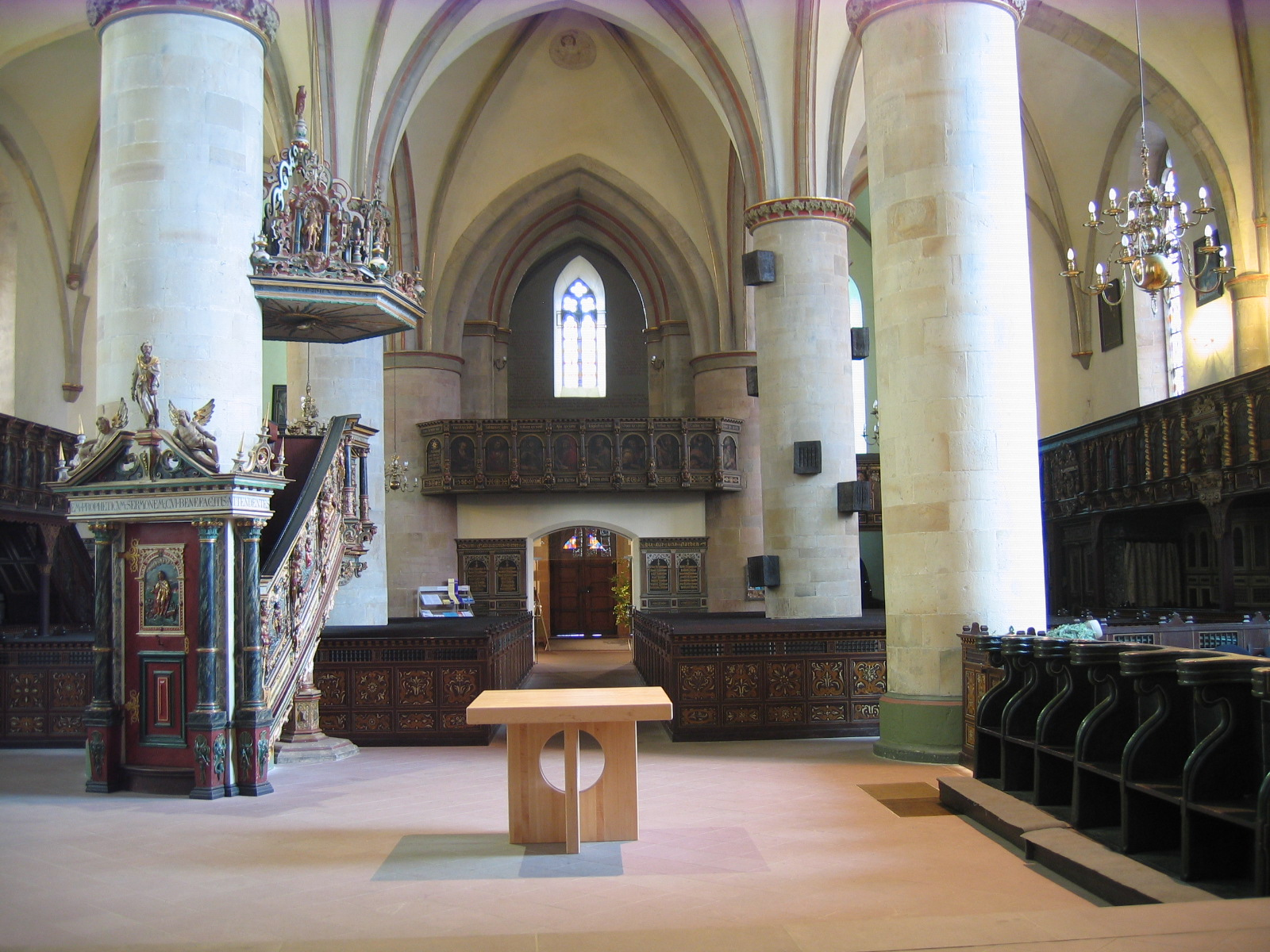
Overzicht interieur
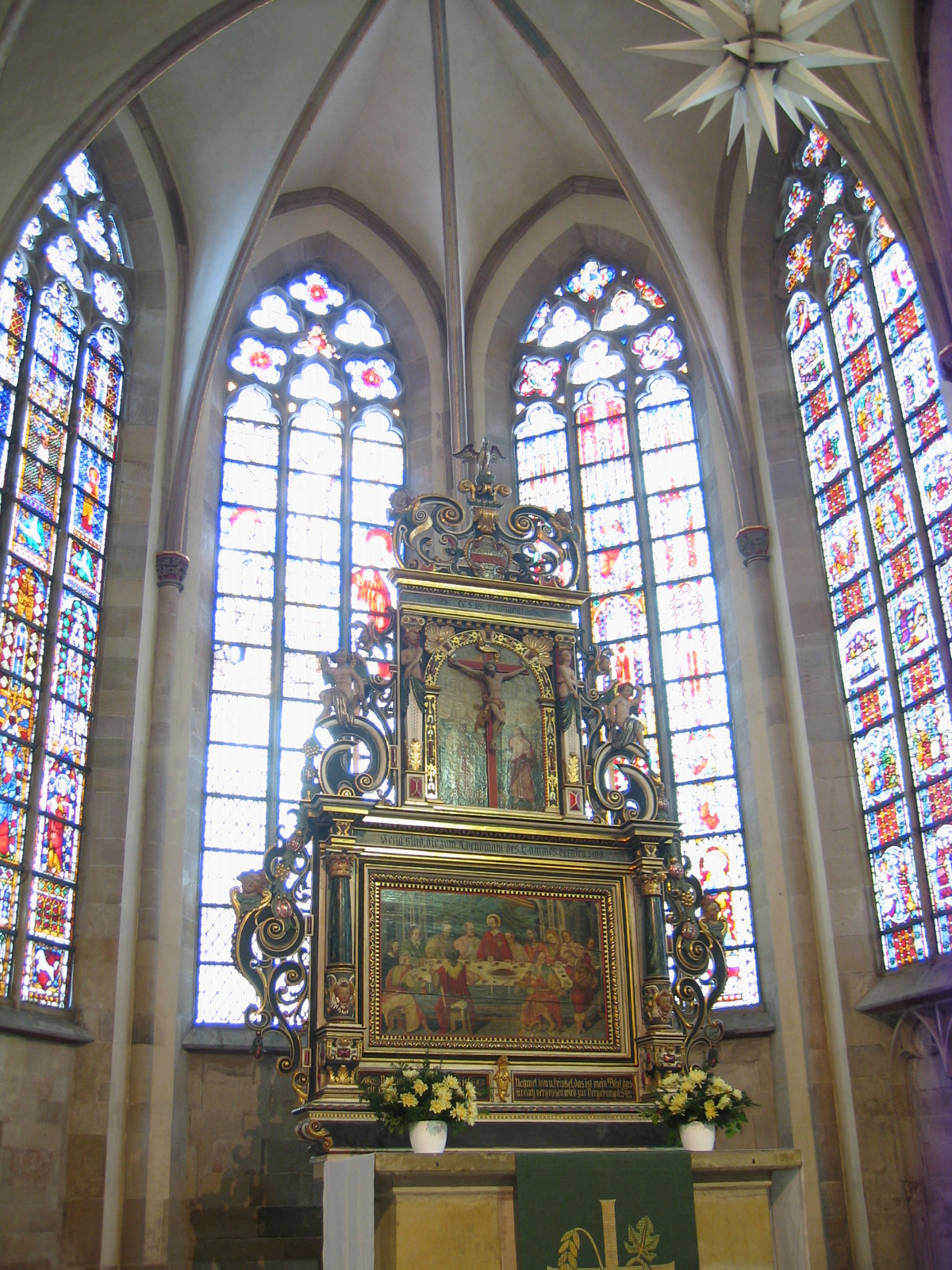
Altaar
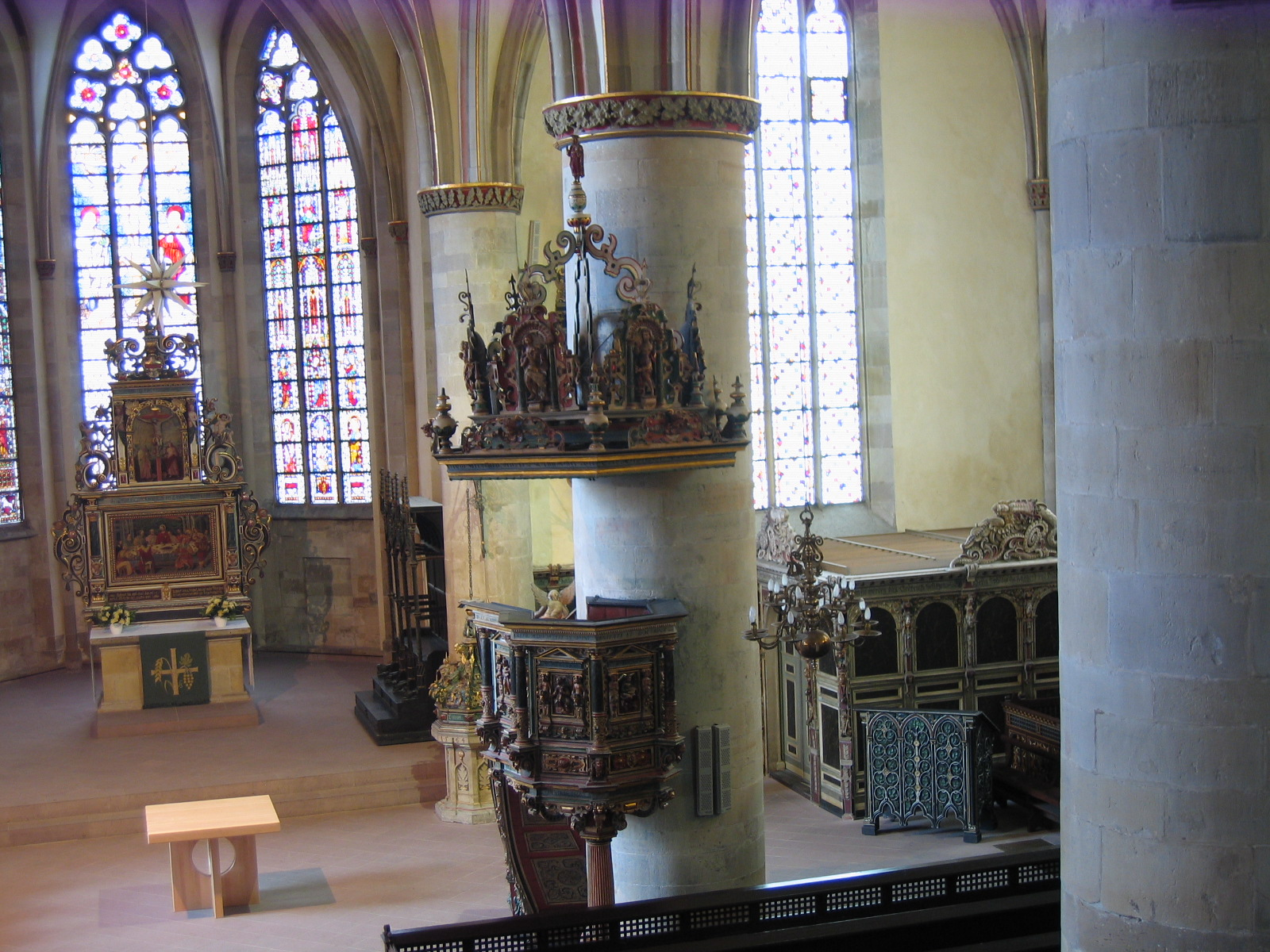
Kansel
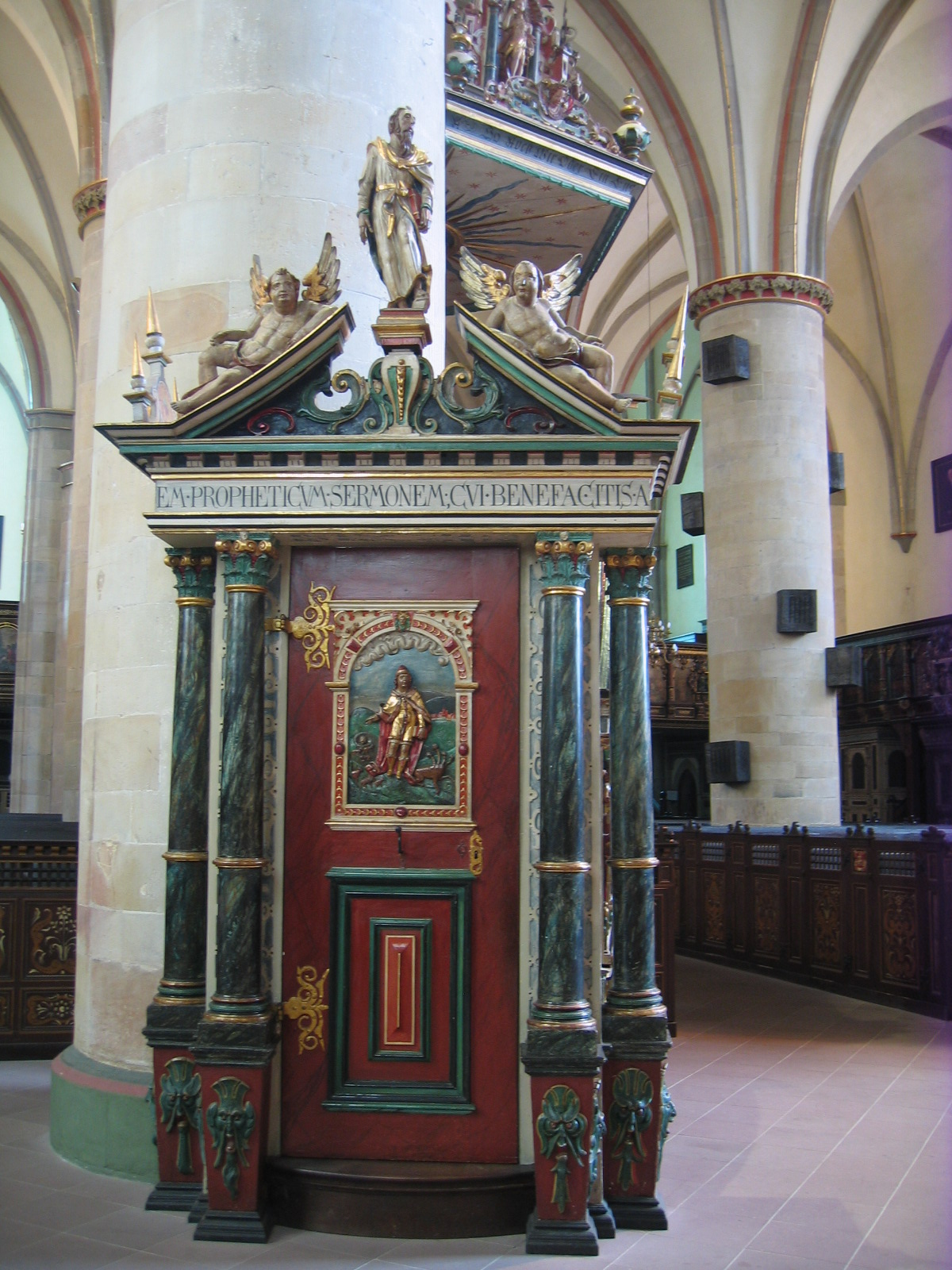
Kanselopgang
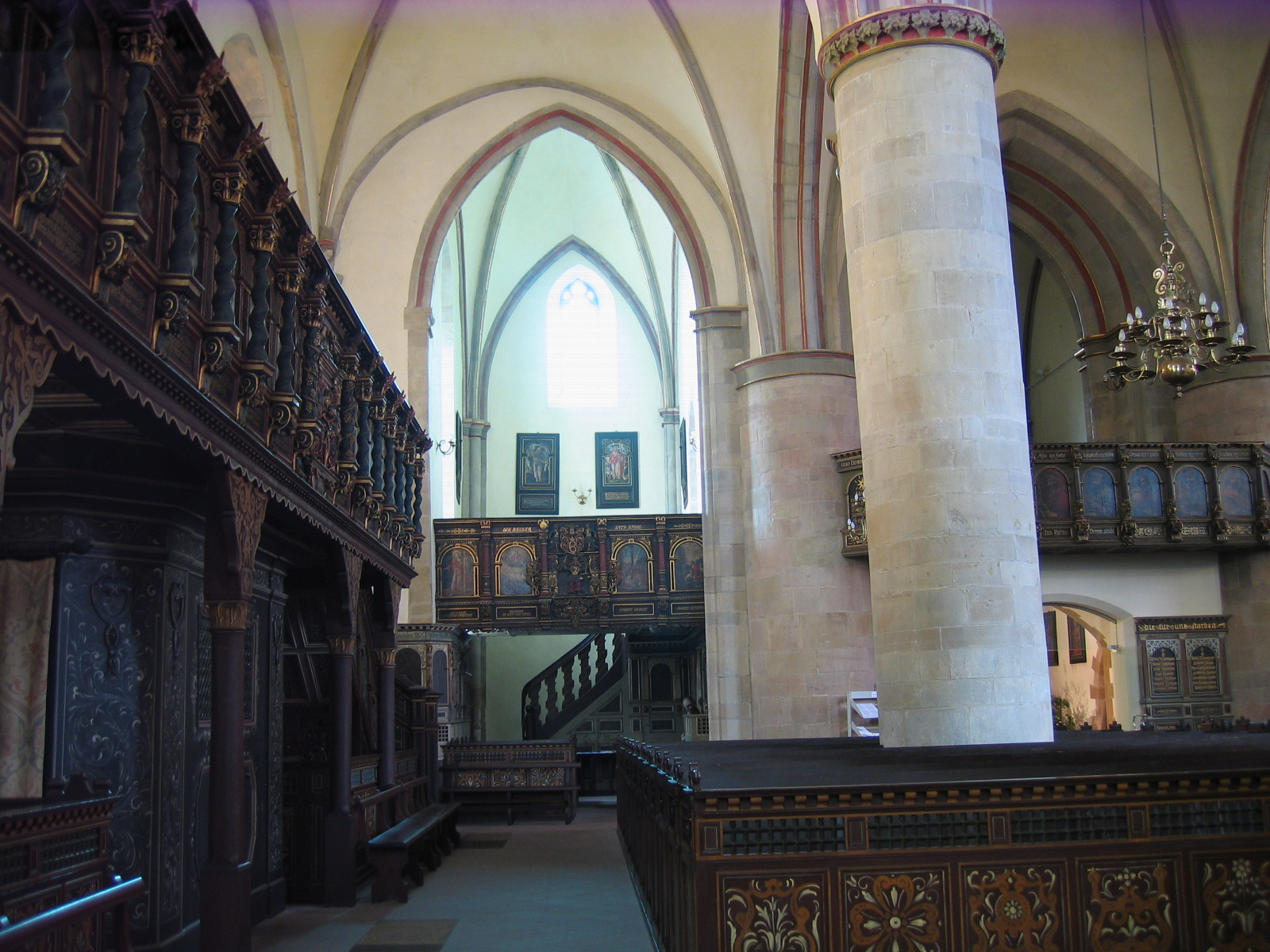
Gestoelte
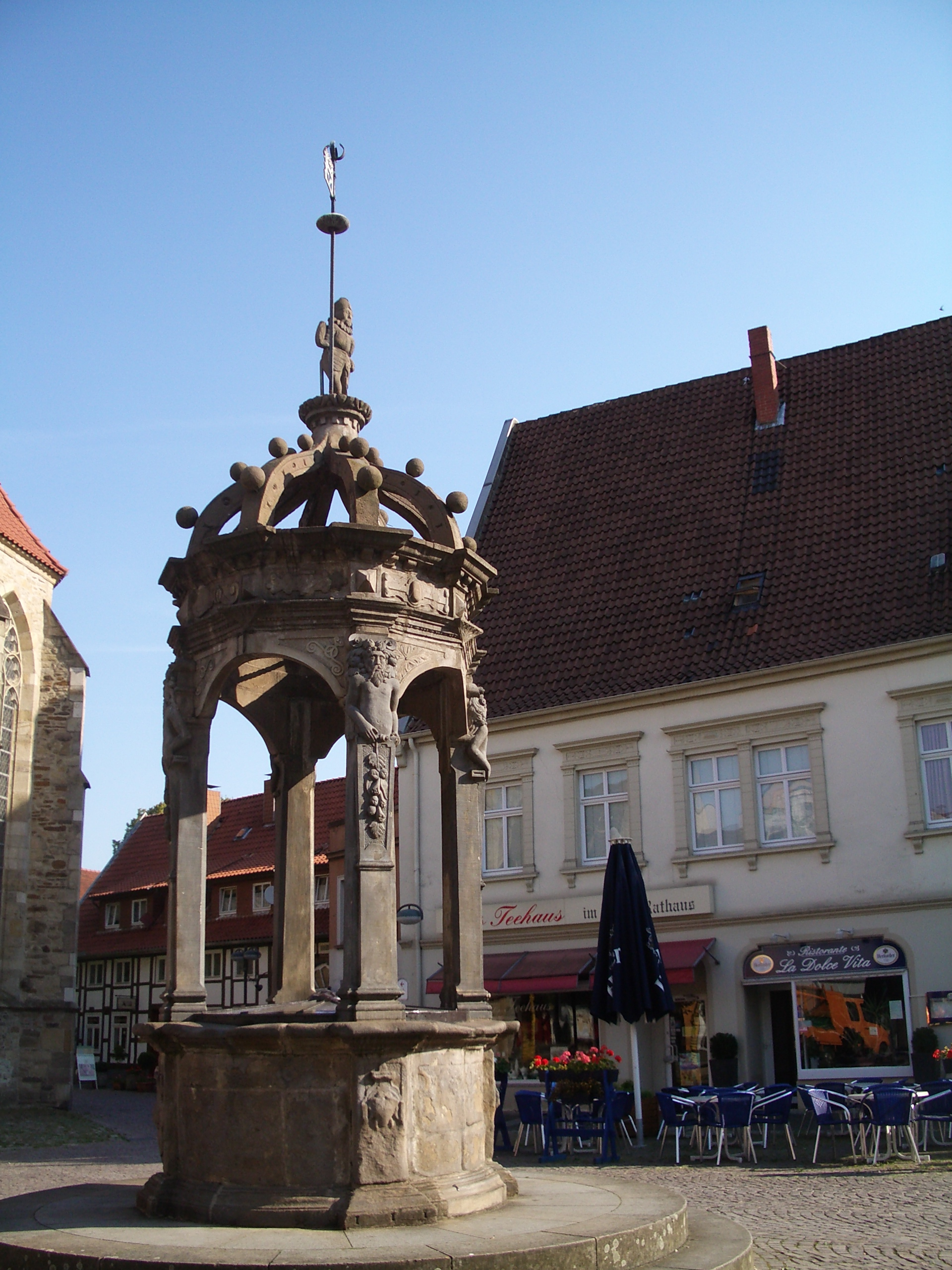
Bron achter de kerk